# Atlético Ottawa
Maillots
Actualités
Dernière mise à jour : 21 mars 2025.
L'Atlético Ottawa est un club de soccer professionnel canadien basé à Ottawa, en Ontario. Le club participe à la Première ligue canadienne et joue ses rencontres à domicile au Stade Place TD.

## Histoire
De 2014 à 2019, le Fury d'Ottawa participe à des ligues de soccer américaines, dont la NASL et le USL Championship. Le Fury est dissous après la saison 2019 en raison de l'échec pour obtenir l'autorisation « à titre exceptionnel » de la Fédération des États-Unis de soccer et de la CONCACAF, laissant Ottawa sans équipe de soccer professionnel avant la saison 2020.
Le 17 janvier 2020, pendant une entrevue donnée au quotidien Le Droit, Jeff Hunt (en), l'un des propriétaires du groupe Ottawa Sports and Entertainment, admet qu'il est en travail pour « faciliter la venue d’une huitième franchise » dans la Première ligue canadienne (PLC) de concert avec des partenaires européens. À cause d'un accord de confidentialité, Hunt ne peut pas dévoiler l’identité de ses partenaires. Cependant, Le Droit cite les médias espagnols à l'effet que ce partenaire européen serait l'Atlético de Madrid.
Le 29 janvier, la PLC et l'Atlético de Madrid annoncent officiellement que l'équipe espagnole a conclu un accord pour l'acquisition d'une licence en PLC,,. Cette nouvelle équipe, domiciliée au Stade Place TD, l'ancien stade domicile du Fury d'Ottawa, fait son début en Première ligue canadienne en 2020,.
L'identité du club, y compris le nom, l'écusson et les couleurs, est dévoilée le 11 février 2020,. La journée est proclamée « Journée de l'Atlético Ottawa » par le maire d'Ottawa Jim Watson. Mista est annoncé au poste d'entraîneur-chef et directeur général du club.
Après avoir disputé la saison 2020 et le début de la saison 2021 sur des sites neutres en raison de la pandémie de Covid-19, l'Atlético Ottawa a fait ses débuts à domicile le 14 août 2021. Plus de 12 000 spectateurs étaient présents alors qu'Ottawa battait les Wanderers d'Halifax par la marque de 2-1.

## Palmarès et records

### Palmarès
| Compétitions nationales                         | Compétitions internationales |
| - Première ligue canadienne - Finaliste : 2022. | - Néant                      |

### Bilan par saison
| Saison | Saison régulière | Saison régulière | Saison régulière | Saison régulière | Saison régulière | Saison régulière | Saison régulière | Position | Séries éliminatoires | Championnat canadien | CONCACAF     | Affl. moy. saison rég. | Affl. moy. séries éli. |
| Saison | M                | V                | N                | D                | BP               | BC               | Pts              | Cl.      | Séries éliminatoires | Championnat canadien | CONCACAF     | Affl. moy. saison rég. | Affl. moy. séries éli. |
| ------ | ---------------- | ---------------- | ---------------- | ---------------- | ---------------- | ---------------- | ---------------- | -------- | -------------------- | -------------------- | ------------ | ---------------------- | ---------------------- |
| 2020   | 7                | 2                | 2                | 3                | 7                | 12               | 8                | 7e/8     | Non qualifié         | Non qualifié         | Non éligible | N/A                    | N/A                    |
| 2021   | 28               | 6                | 8                | 14               | 30               | 47               | 26               | 8e/8     | Non qualifié         | Tour préliminaire    | Non qualifié | 4 100                  | N/Q                    |
| 2022   | 28               | 13               | 10               | 5                | 36               | 29               | 49               | 1er/8    | Finale               | Tour préliminaire    | Non qualifié | 4 069                  | 11 710                 |
| 2023   | 28               | 10               | 6                | 12               | 38               | 34               | 36               | 6e/8     | Non qualifié         | Quart de finale      | Non qualifié |                        |                        |
| 2024   | 28               | 11               | 11               | 6                | 42               | 31               | 44               | 3e/8     | Demi-finale          | Quart de finale      | Non qualifié |                        |                        |
| 2025   | En cours         | En cours         | En cours         | En cours         | En cours         | En cours         | En cours         | /8       | À venir              | En cours             | Non qualifié |                        |                        |

#### Meilleurs buteurs par saison
| Saison | Meilleurs buteurs | Meilleurs buteurs |
| Saison | Joueurs           | Buts              |
| ------ | ----------------- | ----------------- |
| 2020   | Francisco Acuña   | 2                 |
| 2020   | Malcolm Shaw      | 2                 |
| 2021   | Malcolm Shaw      | 10                |
| 2022   | Ollie Bassett     | 8                 |
| 2023   | Ollie Bassett     | 12                |
| 2024   | Rubén del Campo   | 14                |

## Stade

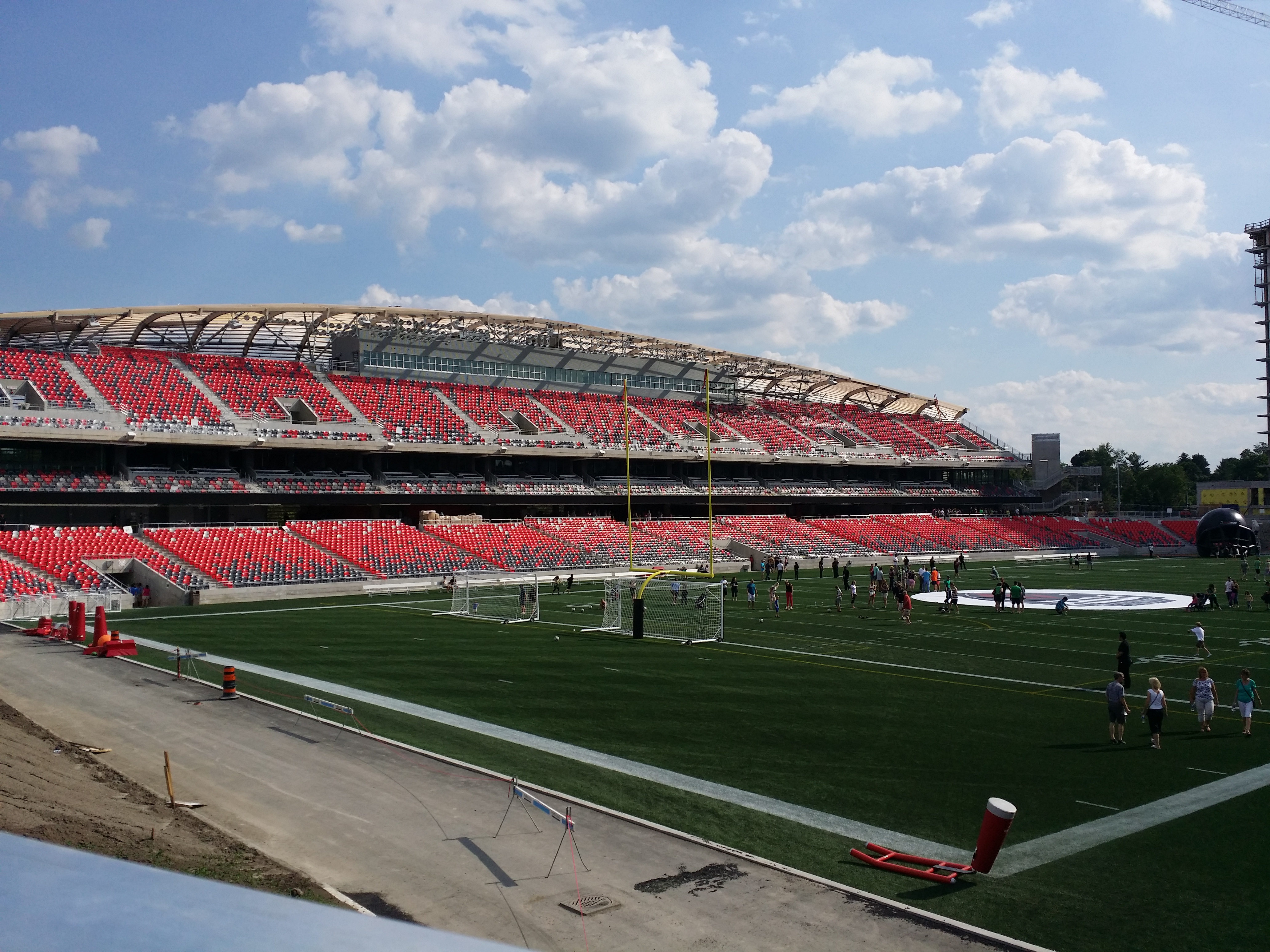
Les gradins sud du Place TD.

L'Atlético Ottawa joue au Stade Place TD du Parc Lansdowne dans Le Glèbe. Le stade est partagé avec le Rouge et Noir, une équipe de football canadien. Le stade a autrefois accueilli le Fury d'Ottawa, de même que neuf rencontres de la Coupe du monde féminine de la FIFA 2015.

## Écusson et couleurs
L'identité du club est basée sur celle de son club-parent, l'Atlético Madrid. L'écusson présente une silhouette bleue de la tour de la Paix sur la colline du Parlement d'Ottawa. En dessous, des rayures rouges et blanches évoquant l'écusson de l'Atlético Madrid reprend l'agencement du drapeau du Canada. Le logo alternatif du club est une pagaie de canot traversée de deux flèches, tirée des armoiries d'Ottawa, avec le monogramme « AO ».
Comme l'Atlético Madrid, les couleurs du club sont le rouge, le blanc et le bleu, nommés « rouge fédéral », « blanc d'Ottawa » et « bleu Rideau ».

## Joueurs et personnalités du club

### Entraîneurs
Le tableau suivant présente la liste des entraîneurs du club depuis 2020.
| Rang | Entraîneur      | Nationalité | Début           | Fin              | Matchs | Victoires | Nuls | Défaites | % victoires | Palmarès |
| ---- | --------------- | ----------- | --------------- | ---------------- | ------ | --------- | ---- | -------- | ----------- | -------- |
| 1    | Mista           | Espagne     | 11 février 2020 | 28 décembre 2021 | 36     | 8         | 10   | 18       | 22.22%      |          |
| 2    | Carlos González | Espagne     | 24 février 2022 | 21 novembre 2024 | 95     | 38        | 29   | 28       | 40%         |          |
| 3    | Diego Mejía     | Mexique     | 15 janvier 2025 | -                | 11     | 8         | 2    | 1        | 72.73%      |          |